# (74190) 1998 RA44
(74190) 1998 RA44 – planetoida z pasa głównego asteroid okrążająca Słońce w ciągu 4,16 lat w średniej odległości 2,59 j.a. Odkryta 14 września 1998 roku.